# 칭걸테
칭걸테(몽골어: ᠴᠢᠩᠭᠡᠯᠲᠡᠢ, Чингэлтэй, 중국어: 清格爾泰, 1924년 6월 12일 ~ 2013년 12월 27일)는 중국의 언어학자이다. 주요 연구분야는 몽골어족 언어이며 내몽고대학에서 교수를 지냈다.

## 생애
칭걸테는 1924년 중화민국 러허성(熱河省) 조소투맹(卓索圖盟) 카라친중기(喀喇沁中旗) (지금의 내몽고 자치구 츠펑시 닝청현 샤오청쯔진 류수잉쯔촌)에서 태어났다. 러허성은 1933년에 일본군에 의해 만주국으로 병합되었다. 1940년에 구이쑤이멍구학원(歸綏蒙古學院)을 졸업하고 1941년부터 1945년까지 일본에서 유학했다. 도쿄 공업대학에 다니다가 도쿄대공습 이후에 도호쿠 제국대학 이학부(理學部)로 옮겨 공부를 이어갔다.
유학을 마친 뒤 중국에 돌아와 1946년에 내몽고대학의 교원으로 부임했으며, 《내몽고일보》(중국어: 内蒙古日报) 편집을 주관하였으며 내몽골 자치구 공산당 당위원회 비서를 지냈다.
중화인민공화국 수립 후 내몽골 선전부 편역과(編譯科) 과장 및 내몽골문자개혁위원회 부회장을 맡았다. 그 뒤로 내몽고군정대학(內蒙古軍政大學)과 중국과학원 소수민족언어연구소에서 강의했으며, 동시에 언어 연구 활동을 진행했다. 1973년부터 1984년까지 내몽고대학 부교장을 지낸 다음 내몽고대학 교수가 되었다.

## 주요 저서
- 《蒙文文法》 (중국어 (중국)), 内蒙古日报社, 1949[2]
- 《契丹小字研究》 (중국어 (중국)), Chinese Social Sciences Press, OCLC 16717597

## 참고 문헌
- Street, John C. (1963), “Book Reviews: A Grammar of the Mongol Language”, 《Slavic Review》 22 (4): 785–786, JSTOR 2492598, OCLC 478987841
- 贾拉森; 巴达玛敖德斯尔, 편집. (August 1997),  论文与纪念文集：清格尔泰教授执教50周年纪念文集 (중국어 (중국)), Inner Mongolia University Press, ISBN 7-81015-764-7
- 金東昭 [Kim Dong-so] (1991), 金啓宗과 淸格爾泰―中國의 두 元老 알타이語學者 [Jin Qizong and Chinggeltei ―Two Chinese Altaists], 《Journal of the Altaic Society of Korea》 3 (1): 45–56, 2013년 2월 18일에 원본 문서에서 보존된 문서, 2010년 6월 4일에 확인함